# Jor (distrikt)
Jor är ett distrikt i Etiopien. Det ligger i den västra delen av landet, 600 km väster om huvudstaden Addis Abeba. Antalet invånare är 9 366.